# Satrapes talyschensis
Satrapes talyschensis är en skalbaggsart som först beskrevs av Edmund Reitter 1883.  Satrapes talyschensis ingår i släktet Satrapes och familjen stumpbaggar. Inga underarter finns listade i Catalogue of Life.